# Бойшель

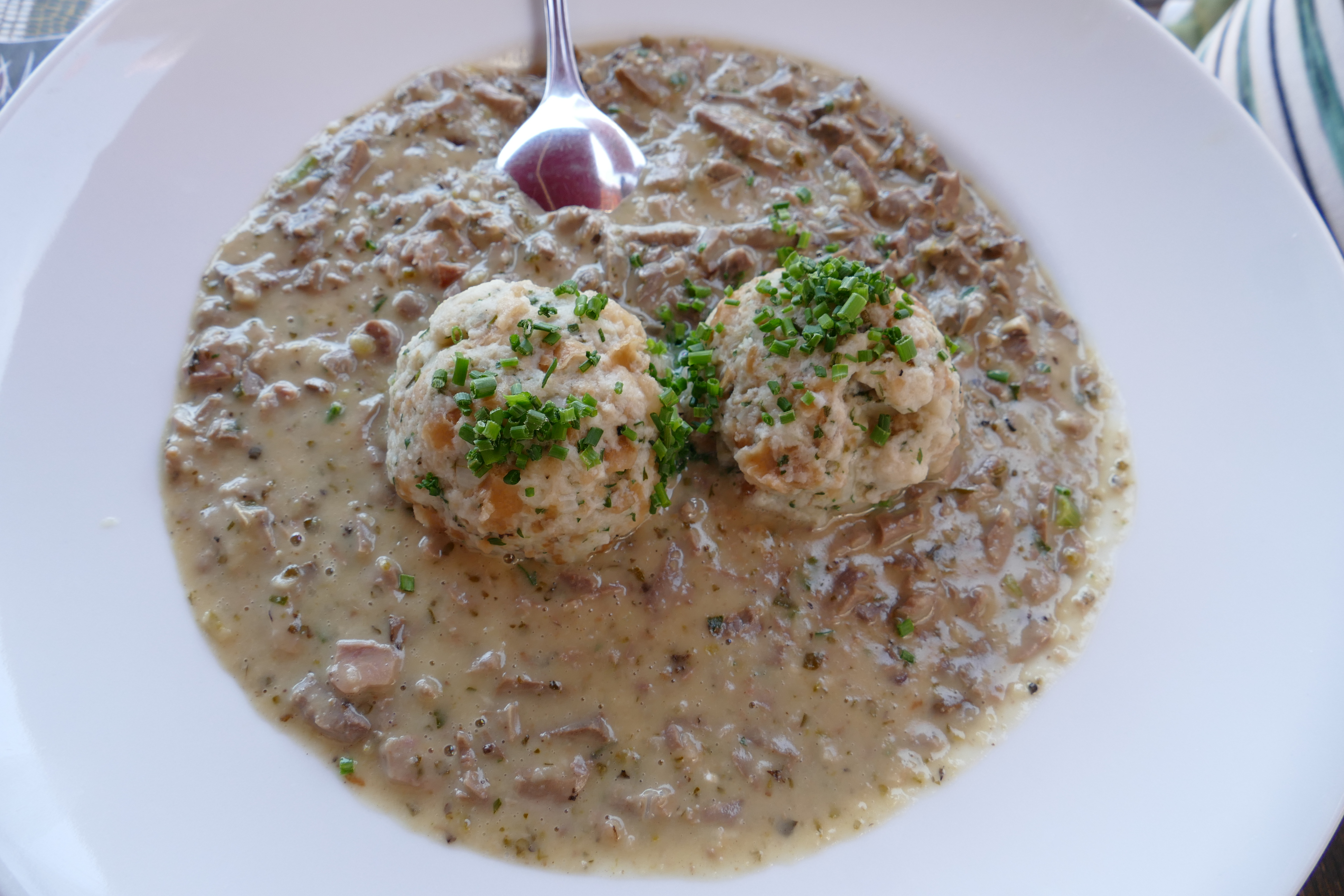
Телячий бойшель с хлебными клёцками

Бойшель (нем. Beuschel — «потроха») — традиционное блюдо венской, австрийской и баварской кухни. Представляет собой рагу обязательно из лёгких (в зависимости от региона также из сердца телёнка) в кислом соусе. Обычно сервируется с хлебными клёцками. Иногда используются овечьи, козьи, свиные, говяжьи потроха. Сервируется со сливочным соусом и хлебными клёцками. Потроха тушатся на воде с добавлением уксуса, сахара, соли, перца горошком, лаврового листа и лука. По готовности из бульона удаляются приправы, а потроха режутся на мелкие кусочки. Бульон заправляется мучной пассеровкой. Если в бойшель из телятины добавляется немного сливок или крем-фреш, то бойшель называется «де люкс» или в Вене «салонным» (нем. Salonbeuschel).